# 松柳亭鶴枝
松柳亭 鶴枝（しょうりゅうてい かくし）は落語・百面相の名跡。当代は四代目。三代目の没後は長らく空き名跡となっていたが、2025年3月に四代目松柳亭鶴枝が襲名され、約78年ぶりに名跡が復活した。
- 代外 - 初代春風亭柳枝の門に確認されている。亭号は立川や春風亭、松録亭など多岐にわたっており天保末から安政頃に実在したと推測されているが詳らかならないため代外とする。
- 四代目松柳亭鶴枝[2] - 当代

## 初代
（1846年7月 - 没年不詳）本名:北川 藤吉。
最初は2代目春風亭柳枝の門で噺家になったがすぐに廃業し、幇間の桜川芝孝の門で小芝、噺家に戻り初代談洲楼燕枝の門で鶴枝となった。持ち芸、百面相に「生人形」の名称を付け得意とした。
特に歌舞伎役者の顔芸が得意で10代目片岡仁左衛門（3代目片岡我童）の真似では他の追随を許さなかった。そのため「松嶋屋」（仁左衛門家の屋号）と言われた。「鮹のゆであがり」（鮹が茹で上がるまでを生人形で演じきる）の芸はこの人が元祖で「上赤の鮹」という口癖があった。
鶴枝は鹿芝居にも度々出演していた。
明治30年代初め頃まで番付に見えるが没年ははっきりしない。

## 2代目
二代目 松柳亭 鶴枝（1863年5月13日 - 1923年4月1日）は、百面相を演じる芸人。本名：高橋 喜太郎。

### 経歴
最初は春風亭柳花の門で「桜家花雀」と言った。1889年、1890年ころに三代目五明楼玉輔の門下で「言輔」となった。1891年、1892年ころに桜家花雀に戻る。
1892年3月に「春輔」、8月には「福輔」、1895年5月に初代三遊亭圓右の門下で「右雀」。1896年9月に四代目三升亭小勝の門下で「勝之助」となり、1899年、1900年ころに三代目柳家小さんの門で「二代目松柳亭鶴枝」を襲名した。
享年61(満59歳没)。墓は妙源寺、戒名は「真敬院法喜信士」。

### 人物・芸風
先代の初代譲りの「生人形」を「百面相」と名を変え演じていた。人物から動物まであらゆる百面相を得意とした。初代から何度も伝授を懇願したが、初代は「よしねぇよ、労多くして功少なしと伝う奴だから、同じ苦労するなら噺を身を入れた方が好いぜ」となかなか教えてくれなかったという。しかし晩年に病床で顔芸を教わり息を引き取ったという逸話が残っている。
上方では浪花三友派に招かれており初代同様に「鮹のゆであがり」を演じ風貌までもが鮹に似ていたので「タコの鶴枝」とあだ名された。

### 弟子
- 三代目松柳亭鶴枝

## 3代目
三代目 松柳亭 鶴枝（1895年 - 1947年3月6日）は、百面相を演じる芸人。本名：尾藤 三五郎。尾藤イサオは実の息子。歌手で女優の尾藤桃子は孫。

### 経歴
二代目松柳亭鶴枝の門下に入門し、「古松家鶴輔」を名乗る。1913年1月に初舞台。1924年6月、真打と同時に三代目を襲名。神田白梅亭で真打披露を行なっている。
世相を取り入れた百面相で風俗習慣を擬態化して演じていた。また小道具を遣った形態模写や顔真似にも力を入れた。第二次世界大戦の時に理由は不明だが引退している。
享年51。墓は新宿区の法蔵寺。戒名は「鶴誉浄念信士」。